# Fonction indicatrice (analyse convexe)
Pour les articles homonymes, voir Fonction caractéristique.
En mathématiques, et plus précisément en analyse convexe, la fonction indicatrice d'une partie {\displaystyle P} d'un ensemble {\displaystyle \mathbb {E} } est la fonction qui s'annule sur {\displaystyle P} et prend la valeur {\displaystyle +\infty } sur le complémentaire de {\displaystyle P} dans {\displaystyle \mathbb {E} }.

## Définition
La fonction indicatrice (ou simplement l'indicatrice) d'une partie {\displaystyle P} d'un ensemble {\displaystyle \mathbb {E} } est la fonction notée {\displaystyle {\mathcal {I}}_{P}} et définie par
{\displaystyle {\mathcal {I}}_{P}:\mathbb {E} \to \mathbb {R} \cup \{+\infty \}:x\mapsto {\mathcal {I}}_{P}(x)=\left\{{\begin{array}{lll}0&{\mbox{si}}&x\in P\\+\infty &{\mbox{si}}&x\notin P.\end{array}}\right.}
Cette fonction diffère de l'indicatrice ou fonction caractéristique d'un ensemble commune aux autres domaines des mathématiques, comme l'analyse (en particulier la théorie de la mesure), et son introduction en analyse convexe et en optimisation est motivée par les considérations suivantes.
- En analyse convexe, il est utile que cette fonction soit convexe lorsque l'ensemble l'est. Si c'est le cas de la fonction indicatrice définie ici, ce n'est pas le cas de la fonction caractéristique usuelle, laquelle obéit à d'autres motivations.
- En optimisation, cette fonction indicatrice permet également de représenter un problème de minimisation d'une fonction {\displaystyle f} sur un ensemble {\displaystyle P}, par le problème de minimisation équivalent de {\displaystyle f+{\mathcal {I}}_{P}} sans contrainte.

## Convexité et fermeture
Si {\displaystyle P} est une partie non vide d'un espace vectoriel {\displaystyle \mathbb {E} }, alors
- {\displaystyle {\mathcal {I}}_{P}} est propre si et seulement si {\displaystyle P\neq \varnothing } ;
- {\displaystyle {\mathcal {I}}_{P}} est propre et convexe si et seulement si {\displaystyle P} est non vide et convexe ;
- {\displaystyle {\mathcal {I}}_{P}} est propre et fermée si et seulement si {\displaystyle P} est non vide et fermé.

## Conjuguée
On suppose ici que {\displaystyle \mathbb {E} } est un espace euclidien.
La conjuguée de l'indicatrice d'une partie {\displaystyle P} de {\displaystyle \mathbb {E} } est sa fonction d'appui :
{\displaystyle {\mathcal {I}}_{P}^{*}=\sigma _{P}.}
En particulier, si {\displaystyle K} est un cône de {\displaystyle \mathbb {E} }, la conjuguée de {\displaystyle {\mathcal {I}}_{K}} est l'indicatrice de son cône dual négatif {\displaystyle K^{-}} :
{\displaystyle {\mathcal {I}}_{K}^{*}={\mathcal {I}}_{K^{-}}.}

## Sous-différentiel
On suppose ici que {\displaystyle \mathbb {E} } est un espace euclidien et que {\displaystyle C} est un convexe de {\displaystyle \mathbb {E} }.
Le sous-différentiel de {\displaystyle {\mathcal {I}}_{C}} est le cône normal {\displaystyle N_{C}} de {\displaystyle C} :
{\displaystyle \partial \,{\mathcal {I}}_{C}=N_{C}.}